# Antonio Artero
Antonio Artero (Zaragoza, 30 de abril de 1936 - Madrid, 20 de noviembre de 2004) fue un director de cine, guionista y ensayista español.